# Gurskøya
Gurskøy er en ø i Herøy og Sande kommuner i Møre og Romsdal. Den har et areal på 137,112 km². Det højeste fjeld på Gurskøya er Sollida der er 661 meter over havet. Indbyggertallet pr 1. januar 2020 er 4.513. Af disse bor 2.513 i Herøy og 2.000 i Sande. Andre byer er er Larsnes (629 indb.), Moltustranda (467 indb.), Dragsund (380 indb., herav 372 på Gurskøya), Tjørvåg (364 indb.), Leikong (337 indb.) og Haugsbygda (273 indb.).   
Navnet kommer af fjordnavnet Gursken, og er formentlig oprindelig norrønt.
I øst er der bro (Dragsundbroen) fra Gurskøya til Hareidlandet. I nord er øen knyttet til øerne i Ytre Herøy med dæmninger og broer. Via Hareidlandet og Eika i Ulstein har øen forbindelse til fastlandet (Ørsta/Volda) med undersøisk tunnel. I syd går det færge (Årvik – Koparnes) til fastlandet (Vanylven). Der går også færge fra Larsnes til fastlandet (Åram i Vanylven) og til øerne i Sande (Kvamsøya og Voksa/Sandsøya).